# Cheboygan
Cheboygan is een plaats (city) in de Amerikaanse staat Michigan, en valt bestuurlijk gezien onder Cheboygan County.

## Demografie
Bij de volkstelling in 2000 werd het aantal inwoners vastgesteld op 5295.
In 2006 is het aantal inwoners door het United States Census Bureau geschat op 5135, een daling van 160 (-3,0%).

## Personen die er hebben gewoond
- Wally Stocker, voormalig gitarist van The Babys

## Geografie
Volgens het United States Census Bureau beslaat de plaats een oppervlakte van
18,1 km², waarvan 17,6 km² land en 0,5 km² water.

## Plaatsen in de nabije omgeving
De onderstaande figuur toont nabijgelegen plaatsen in een straal van 32 km rond Cheboygan.